# Sieg
Pour les articles homonymes, voir Sieg (homonymie).
La Sieg est une rivière en Rhénanie-du-Nord-Westphalie et Rhénanie-Palatinat, Allemagne. C'est une rivière de moyenne montagne et un affluent de la rive droite du Rhin. De son nom dérive celui du peuple des Sicambres.

## Géographie
Sa source se trouve dans le Rothaargebirge dans la commune de Netphen, à environ 600 mètres d'altitude.
Son embouchure dans le Rhin près de Niederkassel se trouve à 45 m au-dessus du niveau de la mer.
Elle a une longueur de 153 km.

## Les affluents de la Sieg
Entre parenthèses la rive de conluence
| - Ferndorfbach (droite) - Weiss (gauche) - Scheldebach (gauche) - Heller (gauche) - Elbbach (gauche) | - Wisser Bach (droite) - Nister (gauche) - Etzbach (gauche) - Bröl (droite) - Hanfbach (gauche) | - Wahnbach (droite) - Pleisbach (gauche) - Agger (droite) |